# Tuhegafoa II
Tuhegafoa II is een bestuurslaag in het regentschap Nias van de provincie Noord-Sumatra, Indonesië. Tuhegafoa II telt 538 inwoners (volkstelling 2010).